# قرحة كيرلنغ
قرحة كيرلنغ (بالإنجليزية: Curling's ulcer)‏ ( قرحة الشدة) هي تآكل حاد في المعدة كأحد المضاعفات الناتجة من الحروق الشديدة بسبب انخفاض حجم البلازما الذي يؤدي إلى نقص التروية ونخر (تخثر) في خلايا الغشاء المخاطي في المعدة. تم وصف الحالة لأول مرة في عام 1823 وتم تسميتها باسم الطبيب توماس بلايزر كيرلنغ الذي لاحظ عشرة مرضى من هذا النوع في عام 1842.
قديما كانت قرح الشدة هذه (والتي هي في الواقع بمثابة تآكلات ضحلة متعددة وليست قرحة حقيقية) واحدة من المضاعفات الشائعة للحروق الخطيرة، والتي ظهرت في أكثر من 10 ٪ من الحالات، وخاصة في ضحايا حروق الأطفال. وتؤدي هذه القرح إلى حدوث انثقاب ونزف بشكل أكثر من غيرها من أشكال تقرح الأمعاء وكانت معدلات الوفيات مرتفعة (80٪ على الأقل).
وهناك حالة مشابهة تنطوي على ارتفاع الضغط داخل الجمجمة تعرف باسم قرحة كوشينغ.

## العلاج
على الرغم من أن الجراحة الطارئة كانت العلاج الوحيد في الماضي، إلا أن العلاجات المركبة بما في ذلك التغذية المعوية بمضادات الحموضة القوية مثل مضادات مستقبلات الهستامين 2، أو مؤخرًا مثبطات مضخة البروتون مثل أوميبرازول جعلت قرحة كورلنج من المضاعفات النادرة.